# Michael Bullot
Michael Bullot (17 de marzo de 1984) es un deportista neozelandés que compitió en vela en las clases Laser Radial y Laser.
Ganó una medalla de oro en el Campeonato Mundial de Laser Radial de 2001 y una medalla de plata en el Campeonato Mundial de Laser de 2009.

## Palmarés internacional
| Campeonato Mundial | Campeonato Mundial           | Campeonato Mundial | Campeonato Mundial |
| Año                | Lugar                        | Medalla            | Clase              |
| ------------------ | ---------------------------- | ------------------ | ------------------ |
| 2001               | Villanueva y Geltrú (España) | Medalla de oro     | Laser Radial       |

| Campeonato Mundial | Campeonato Mundial | Campeonato Mundial | Campeonato Mundial |
| Año                | Lugar              | Medalla            | Clase              |
| ------------------ | ------------------ | ------------------ | ------------------ |
| 2009               | Halifax (Canadá)   | Medalla de plata   | Laser              |